# エストレジャス大賞
エストレジャス大賞（エストレジャスたいしょう、スペイン語: Carreras de las Estrellas、英語: Gran Premio Estrellas）とは、毎年6月第1日曜日にラプンタ競馬場、同月最終土・日曜日にアルゼンチンのパレルモ競馬場もしくはサンイシドロ競馬場で開催される10つの重賞競走の開催日、および総称である。

## 沿革
アルゼンチン競馬の不景気への対抗を目的として、1991年にアルゼンチンジョッキークラブによってブリーダーズカップを参考にして創設された。

## 概要
世界でも類を見ない、施行条件が固定されていない競馬開催であり、パレルモ競馬場で開催される際はダートコース、サンイシドロ競馬場で開催される際は芝コースで施行される。ただし、エストレジャス大賞ダートとエストレジャス大賞ダートジュニアはダートコースで施行条件が固定されており、エストレジャス大賞アルゼンチンプロヴィンスは別日開催としてラプンタ競馬場のダートコースで施行される。
ブリーダーズカップと同じく、対象競走の賞金は幼駒生産時に発生する生産者及び馬主の資金の負担から充てられており、資金を出していない幼駒は当競走に出走することが出来ない。
指定された競走を優勝することで、エストレジャス大賞の対象競走に出走した際に追加賞金を得ることが出来る「ボーナス・エストレジャス・プラス」と呼ばれる制度がある。

## ポイント制度
エストレジャス大賞には、各競走に出走するためのポイント制度が導入されている。パレルモ競馬場、サンイシドロ競馬場、ラプンタ競馬場で開催されている競走で良い成績を残すことでポイントを獲得することができ、出走権はこのポイント上位順に与えられる。
なお、外国馬がエストレジャス大賞に出走する場合、前年のエストレジャス大賞開催から1年間の成績を参照し、評価する。
| 競走格付け | 1着         | 2着       | 3着       | 4着         |
| ---------- | ----------- | --------- | --------- | ----------- |
| G1         | 5ポイント   | 4ポイント | 3ポイント | 2ポイント   |
| G2         | 4ポイント   | 3ポイント | 2ポイント | 1ポイント   |
| G3         | 3ポイント   | 2ポイント | 1ポイント | 0.5ポイント |
| リステッド | 2ポイント   | 1ポイント |           |             |
| ハンデ戦   | 1ポイント   |           |           |             |
| 条件戦     | 0.5ポイント |           |           |             |

## 歴史
- 1991年 - エストレジャス大賞創設。
- 1992年 - エストレジャス大賞クラシック、エストレジャス大賞スプリント、エストレジャス大賞アルゼンチンプロヴィンスが新設。
- 1993年 - エストレジャス大賞ディスタフが新設。
- 1995年 - この年から開催地がパレルモ競馬場に変更。
- 1999年 - この年から開催地が偶数年をパレルモ競馬場、奇数年をサンイシドロ競馬場に変更。
- 2000年 - ボーナス・エストレジャス・プラスが導入される。[1]
- 2008年 - エストレジャス大賞マイルが新設。
- 2009年
  - この年からエストレジャス大賞ジュニアスプリントが開催休止。[4]
  - エストレジャス大賞マイルが国際G1に格上げ。
- 2011年 - この年からエストレジャス大賞ジュニアスプリントが格付けのない重賞として開催再開。[4]
- 2012年
  - この年からエストレジャス大賞アルゼンチンプロヴィンスの開催地がラプンタ競馬場に固定。
  - エストレジャス大賞ジュニアスプリントが国際リステッドに格上げ。
- 2017年 - エストレジャス大賞ジュニアスプリントが国際G3に格上げ。
- 2018年 - この年から開催地がパレルモ競馬場に固定。
- 2020年
  - 新型コロナウイルス（COVID-19）感染拡大の影響により、開催時期を9月に変更。[5]
  - エストレジャス大賞アルゼンチンプロヴィンスのみ開催中止。[6]
- 2021年 - 新型コロナウイルス（COVID-19）感染拡大の影響により、この年のみエストレジャス大賞アルゼンチンプロヴィンスの開催地がリオ・クアルト競馬場に変更。[7]
- 2023年 - この年から開催地がサンイシドロ競馬場に固定。[8]
- 2024年
  - エストレジャス大賞ダート、エストレジャス大賞ダートジュニアが新設。[9]
  - エストレジャス大賞ディスタフの施行コースが1800mに短縮。[9]

## 実施される競走一覧

### 別日開催
| 競走名                                     | 競走格 | 出走条件            | 施行コース | 総賞金額              |
| ------------------------------------------ | ------ | ------------------- | ---------- | --------------------- |
| エストレジャス大賞アルゼンチンプロヴィンス | LR     | アルゼンチン産馬2歳 | 1000m      | 551万アルゼンチンペソ |

### 1日目
| 施行順  | 競走名                                     | 競走格 | 出走条件            | 施行コース | 総賞金額               |
| ------- | ------------------------------------------ | ------ | ------------------- | ---------- | ---------------------- |
| 第6競走 | エストレジャス大賞ダートジュニア           |        | アルゼンチン産馬2歳 | 1300m      | 960万アルゼンチンペソ  |
| 第7競走 | エストレジャス大賞ジュニアスプリント       | G3     | 2歳                 | 1000m      | 2400万アルゼンチンペソ |
| 第8競走 | エストレジャス大賞ジュヴェナイルフィリーズ | G1     | 2歳牝馬             | 1600m      | 4800万アルゼンチンペソ |
| 第9競走 | エストレジャス大賞ジュヴェナイル           | G1     | 2歳牡馬             | 1600m      | 4800万アルゼンチンペソ |

### 2日目
| 施行順   | 競走名                       | 競走格 | 出走条件    | 施行コース | 総賞金額               |
| -------- | ---------------------------- | ------ | ----------- | ---------- | ---------------------- |
| 第3競走  | エストレジャス大賞ダート     |        | 3歳以上牝馬 | 1300m      | 960万アルゼンチンペソ  |
| 第7競走  | エストレジャス大賞スプリント | G1     | 3歳以上     | 1000m      | 2880万アルゼンチンペソ |
| 第9競走  | エストレジャス大賞ディスタフ | G1     | 3歳以上牝馬 | 1800m      | 6420万アルゼンチンペソ |
| 第11競走 | エストレジャス大賞クラシック | G1     | 3歳以上     | 2000m      | 5760万アルゼンチンペソ |
| 第13競走 | エストレジャス大賞マイル     | G1     | 3歳以上     | 1600m      | 5784万アルゼンチンペソ |

## 各年の開催地
| 年度   | 開催地       | 亜プロヴィンス開催地 |
| ------ | ------------ | -------------------- |
| 1991年 | サンイシドロ |                      |
| 1992年 | サンイシドロ | サンイシドロ         |
| 1993年 | サンイシドロ | サンイシドロ         |
| 1994年 | サンイシドロ | サンイシドロ         |
| 1995年 | パレルモ     | パレルモ             |
| 1996年 | パレルモ     | トゥクマン           |
| 1997年 | パレルモ     | インディペンデンス   |
| 1998年 | パレルモ     | コルドバ             |
| 1999年 | サンイシドロ | トゥクマン           |
| 2000年 | パレルモ     | インディペンデンス   |
| 2001年 | サンイシドロ | トゥクマン           |
| 2002年 | パレルモ     | コルドバ             |
| 2003年 | サンイシドロ | サンイシドロ         |
| 2004年 | パレルモ     | パレルモ             |
| 2005年 | サンイシドロ | サンイシドロ         |
| 2006年 | パレルモ     | パレルモ             |
| 2007年 | サンイシドロ | サンイシドロ         |
| 2008年 | パレルモ     | パレルモ             |
| 2009年 | サンイシドロ | サンイシドロ         |
| 2010年 | パレルモ     | パレルモ             |
| 2011年 | サンイシドロ | サンイシドロ         |
| 2012年 | パレルモ     | ラプンタ             |
| 2013年 | サンイシドロ | ラプンタ             |
| 2014年 | パレルモ     | ラプンタ             |
| 2015年 | サンイシドロ | ラプンタ             |
| 2016年 | パレルモ     | ラプンタ             |
| 2017年 | サンイシドロ | ラプンタ             |
| 2018年 | パレルモ     | ラプンタ             |
| 2019年 | パレルモ     | ラプンタ             |
| 2020年 | パレルモ     |                      |
| 2021年 | パレルモ     | リオ・クアルト       |
| 2022年 | パレルモ     | ラプンタ             |
| 2023年 | サンイシドロ | ラプンタ             |
| 2024年 | サンイシドロ | ラプンタ             |